# Cronologia da epidemia do vírus Ébola na África Ocidental
Este artigo cobre a linha do tempo da epidemia do vírus Ébola de 2014 na África Ocidental e seus surtos em outros lugares. São apresentados os primeiros anúncios de casos confirmados pelos respectivos estados-nação, suas primeiras mortes e suas primeiras transmissões secundárias, além de sessões e anúncios relevantes de agências como a Organização Mundial de Saúde (OMS), os Centros de Controle e Prevenção de Doenças dos EUA (CDC) e ONGs como Médicos Sem Fronteiras. Evacuações médicas, restrições de visto, fechamento de fronteiras, quarentenas, decisões judiciais e possíveis casos de zoonose também estão incluídos.

## Cronologia
Observe que a data das primeiras confirmações da doença ou qualquer evento em um país pode ser anterior ou posterior à data dos eventos no horário local, devido à Linha Internacional de Data.

### Dezembro de 2013
Guiné Os pesquisadores acreditam que um garoto de 2 anos foi o caso-índice da epidemia de doença pelo vírus Ébola (EVD). Ele morreu em dezembro de 2013 na vila de Meliandou, na província de Guéckédou. Sua mãe, irmã e avó ficaram doentes com sintomas semelhantes e também morreram. Embora o Ébola represente um problema significativo de saúde pública na África subsariana e tenha sido documentado nos chimpanzés da Floresta Tai, apenas um caso foi relatado em humanos na África Ocidental. Com esse histórico e no contexto de sistemas de saúde pública precários, os casos iniciais foram mal diagnosticados como doenças mais comuns na área. Assim, a doença do vírus Ébola se espalhou por vários meses antes de ser reconhecida como tal. No final de outubro de 2014, a criança foi identificada como Emile Ouamouno. Mais tarde, uma árvore foi identificada na área em que as crianças brincavam com morcegos de cauda livre angolanos que comem insetos e os caçavam e grelhavam para comer. O contato com esses morcegos, que são bem conhecidos reservatórios de Ébola, pode ter sido a causa imediata do surto, embora isso permaneça especulativo.

### Março de 2014
Guiné Em 18 de março, as autoridades sanitárias da Guiné anunciam o surto de uma misteriosa febre hemorrágica "que atinge como um raio". 35 casos são relatados e pelo menos 23 pessoas morreram. Em 22 de março, a Guiné confirma a febre como Ébola, com 59 possíveis fatalidades.
Libéria Em 24 de março, dois casos suspeitos na Libéria são anunciados pelos Ministérios da Informação, Cultura, Turismo e Saúde da Libéria. O governo também declarou que o Ébola havia 'atravessado a Libéria', mas não confirmou a informação.
Médicos Sem Fronteiras Em 24 de março, os Médicos Sem Fronteiras (MSF) estabelecem um centro de isolamento na província de Guéckédou, Guiné, o primeiro da África Ocidental a ser construído expressamente com o objetivo de deter a epidemia.
Nações Unidas Em 25 de março, a Organização Mundial da Saúde (OMS) divulgou seu primeiro relatório sobre o Ébola na África Ocidental, onde se afirma que treze casos guineenses de quatro distritos do país foram confirmados pelo Instituto Pasteur e pelo Center International de Pesquisa em Infectologia em Lyon.
Mauritânia Desde 26 de março, a Mauritânia fechou todas as travessias ao longo do rio Senegal, a fronteira natural entre a Mauritânia e o Senegal, exceto os pontos de entrada de Rosso e Diama.
Libéria Em 27 de março, o governo da Libéria revisou sua declaração de 24 de março, afirmando que o Ébola não estava presente no país - um relatório posterior da OMS reverteu a posição do país pela segunda vez.
Senegal Em 28 de março, o Senegal fechou sua fronteira com a Guiné, em um esforço para impedir a propagação do vírus.
Libéria Em 31 de março, os primeiros casos de EVD são confirmados na Libéria, em dois pacientes nos municípios de Lofa e Nimba - eles foram objeto de um relatório de imprensa de 24 de março sobre EVD mencionado anteriormente. A paciente no condado de Lofa morreu no dia do seu diagnóstico, tornando-se a primeira morte na Libéria.
Estados Unidos Em 31 de março, os Centros de Controle e Prevenção de Doenças (CDC) enviaram à Guiné uma equipe de cinco pessoas com o objetivo de ajudar o Ministério da Saúde da Guiné e a OMS a conter o surto.
Nações Unidas No final de março, a OMS anunciou que havia 112 casos e 70 mortes devido ao Ébola em geral (incluindo casos suspeitos.) Dois casos confirmados tiveram origem na Libéria e vários casos suspeitos foram relatados na Serra Leoa e na Libéria.

### Abril de 2014
Mali Em 7 de abril, seis casos suspeitos foram anunciados pelo Mali, mas mais tarde foram confirmados como não relacionados ao EVD.
Libéria Em 12 de abril, novos casos foram relatados nos municípios de Margibi e Montserrado, elevando o número total de municípios com pacientes com EVD para quatro.
Guiné Em 30 de abril, o Ministério da Saúde da Guiné registrou 221 casos suspeitos e confirmados, além de 146 mortes somente na Guiné. Dos 221, 26 eram trabalhadores da saúde.
Nações Unidas No final de abril, as estatísticas da OMS mostravam 239 casos e 160 mortes no total.

### Maio de 2014
Guiné Em 12 de maio, foram relatados casos em Conacri, capital da Guiné e uma cidade com uma população de cerca de dois milhões de pessoas.
Serra Leoa Em 26 de maio, a OMS relata os primeiros casos e mortes na Serra Leoa, no distrito de Kailahun. Eles remontam ao funeral de um curandeiro tradicional amplamente respeitado de Kailahun, que havia contraído a doença após tratar pacientes com Ébola do outro lado da fronteira na Guiné.
Nações Unidas No final de maio, as estatísticas da OMS mostraram 383 casos e 211 mortes no total.

### Junho de 2014

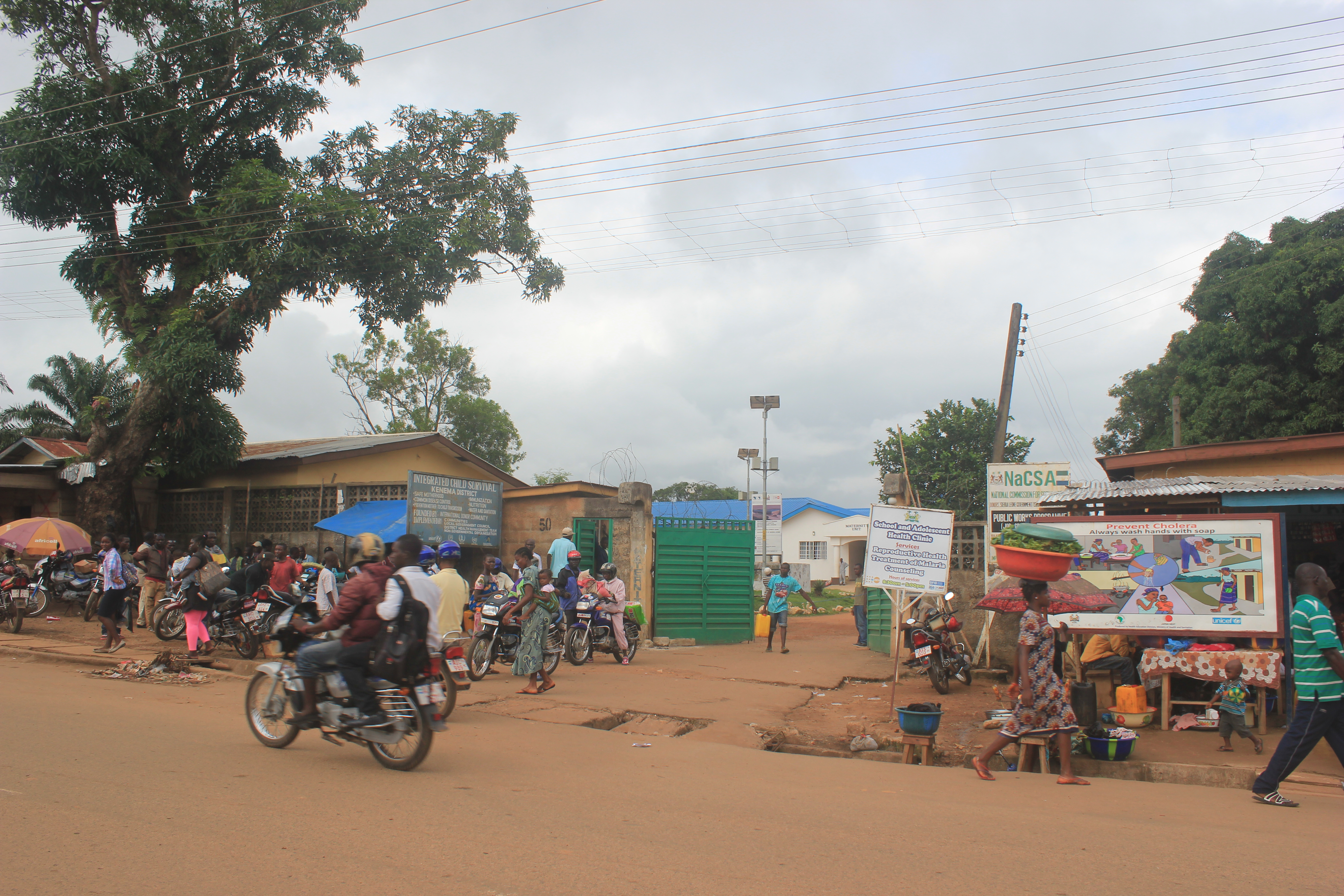
Hospital Kenema, em Kenema, Serra Leoa

Serra Leoa Em 11 de junho, a Serra Leoa fechou suas fronteiras com a Libéria e a Guiné e fechou várias escolas em todo o país. Em 30 de julho, o governo começou a enviar tropas para impor quarentenas.
Libéria Em 17 de junho, a Libéria relata que a EVD chegou à sua capital, Monróvia.
Serra Leoa Em 20 de junho, a OMS anuncia até 158 casos na Serra Leoa. Além do distrito de Kailahun, também foram relatados casos nos distritos rurais de Kenema, Kambia, Port Loko e Western Area.
Médicos sem Fronteiras Em 21 de junho, a organização Médicos Sem Fronteiras declara a segunda onda do surto "totalmente fora de controle" e pede recursos maciços.
Nações Unidas No final de junho, as estatísticas da OMS mostravam 779 casos e 481 mortes em geral.

### Julho de 2014
Serra Leoa Em 14 de julho, o distrito de Bo, no centro de Serra Leoa, relata seu primeiro caso.
Serra Leoa Em 17 de julho, o número de casos de EVD na Serra Leoa ultrapassa os da Libéria e Guiné em 442.
Nações Unidas Em 18 de julho, a OMS considera "grave" a tendência da doença na Serra Leoa e na Libéria, com 67 novos casos e 19 mortes relatadas até o momento.
Nigéria Em 25 de julho, a Nigéria relata sua primeira fatalidade, um homem liberiano-americano que morreu em Lagos.
Serra Leoa Em 25 de julho, é registrado o primeiro caso em Freetown, capital da Serra Leoa. A cidade possui uma população de mais de um milhão de pessoas.
Libéria Em 27 de julho, a presidente da Libéria Ellen Johnson Sirleaf declarou que as fronteiras do país estavam fechadas; algumas exceções, como o Aeroporto Internacional Roberts, permanecem abertas com a adição de centros de triagem no local. Sirleaf também anunciou que os eventos de futebol seriam proibidos, as escolas e universidades fechadas e as áreas mais afetadas da Libéria seriam colocadas em quarentena.
Serra Leoa Em 29 de julho, o Dr. Sheik Umar Khan, que liderava a luta de Serra Leoa contra a epidemia, morre com o vírus, o primeiro profissional de saúde a sucumbir.
Libéria Em 30 de julho, a Libéria fecha as escolas e ordena a quarentena das comunidades mais afetadas, empregando seus militares.
Serra Leoa Em 30 de julho, o governo permitiu o envio de tropas para manter quarentenas no país.
Estados Unidos Em 31 de julho, o Corpo de Paz retira todos os voluntários da Libéria, Serra Leoa e Guiné, citando os riscos do Ébola.
Nações Unidas No final de julho, as estatísticas da OMS mostravam 1.603 casos e 887 mortes em geral.

### Agosto de 2014
Estados Unidos Em 2 de agosto, um trabalhador de ajuda missionária americano infectado com EVD na Libéria, o Dr. Kent Brantly, é medicamente evacuado para Atlanta, Geórgia, para tratamento no Hospital da Universidade Emory.
Nações Unidas Em 4 de agosto, o Banco Mundial anuncia até US $ 200 milhões em assistência de emergência para a Libéria, Serra Leoa e Guiné.
Libéria Em 6 de agosto, o Presidente Sirleaf anunciou que um estado de emergência deveria ser imposto na Libéria, observando que "certos direitos e privilégios" seriam sacrificados ao fazê-lo.
Nações Unidas Em 7 de agosto, a OMS declara a epidemia de EVD uma Emergência de Saúde Pública de Âmbito Internacional (PHEIC).
Costa do Marfim Em 11 de agosto, a Costa do Marfim começou a proibir voos da vizinha Libéria.
Nações Unidas Em 12 de agosto, a OMS anuncia que o número de mortos subiu acima de 1.000 e aprova o uso de drogas e vacinas não comprovadas.
Espanha Em 12 de agosto, o irmão Miguel Pajares, um padre católico que havia sido medicamente evacuado da Libéria, onde trabalhava como voluntário, morre no Hospital Carlos III em Madri.
Nações Unidas Em 14 de agosto, a OMS anuncia que os relatos de mortes e casos de EVD no campo "subestimam muito" a escala do surto.
Médicos Sem Fronteiras Em 15 de agosto, a organização Médicos Sem Fronteiras compara a epidemia de EVD a "tempo de guerra" e estima que levará aproximadamente seis meses para controlar.
Libéria Em 19 de agosto, o bairro de Monrovia em West Point é totalmente isolado, em um esforço para impedir a disseminação de EVD em uma das áreas mais afetadas do país.
Libéria Em 20 de agosto, as tropas liberianas em Monróvia dispararam gás lacrimogêneo e rondas em cidadãos que tentavam sair da quarentena de West Point, Monróvia; um adolescente morre com ferimentos a bala.
Estados Unidos Em 21 de agosto, os dois primeiros casos medicamente evacuados nos EUA (missionárias Nancy Writebol e Kent Brantly), tendo sido tratados com sucesso com a terapia experimental ZMapp, são liberados do Hospital Universitário Emory livre do vírus. Mais tarde, o sangue do tipo A + de Kent Brantly foi usado para tratar outros três casos nos Estados Unidos: estes incluíram o terceiro e o quinto casos evacuados clinicamente, Rick Sacra e Ashoka Mukpo, bem como o segundo caso transmitido Nina Pham.
Costa do Marfim Em 21 de agosto, a Costa do Marfim fechou suas fronteiras com a Guiné e a Libéria. Essa ação foi precedida pela proibição de voos entre a Costa do Marfim e a Libéria.
República Democrática do Congo Em 24 de agosto, a RDC anuncia um surto de EVD em sua província de Equateur, no norte, de uma distensão distinta da do maior surto da África Ocidental.
Reino Unido Em 24 de agosto, um britânico (William Pooley) foi evacuado da Serra Leoa para uma unidade de isolamento no Royal Free Hospital.
Alemanha Em 27 de agosto, um epidemiologista senegalês que trabalhava na Serra Leoa para a OMS foi transferido para uma ala de isolamento em Hamburgo, marcando o primeiro caso medicamente evacuado na Alemanha.
Nações Unidas Em 28 de agosto, a OMS anuncia que o número de mortos ultrapassou 1.550 pessoas e alerta que o surto pode infectar mais de 20.000 pessoas. Também anuncia que serão necessários US $ 490 milhões nos próximos seis meses.
Estados Unidos Também em 28 de agosto, a revista Science publica o documento seminal A vigilância genômica elucida a origem e transmissão do vírus Ébola durante o surto de 2014, cinco dos quais co-autores morreram de EVD antes da publicação.
Senegal Em 29 de agosto, o Senegal confirmou seu primeiro caso de EVD, em um cidadão guineense que estava viajando para Dakar.
Nações Unidas Em 30 de agosto, o Programa Mundial de Alimentos anuncia que precisa de US $ 70 milhões para alimentar 1,3 milhão de pessoas em risco em áreas em quarentena do Ébola.
Libéria Em 30 de agosto, a quarentena do bairro de West Point, Monróvia, é levantada após tumultos em 20 de agosto.
Libéria Em 31 de agosto, a Libéria começou a negar a entrada ou o desembarque de navios nos quatro principais portos do país.
Nações Unidas Até o final de agosto, as estatísticas da OMS mostraram 3.707 casos e 1.808 mortes no total.

### Setembro de 2014

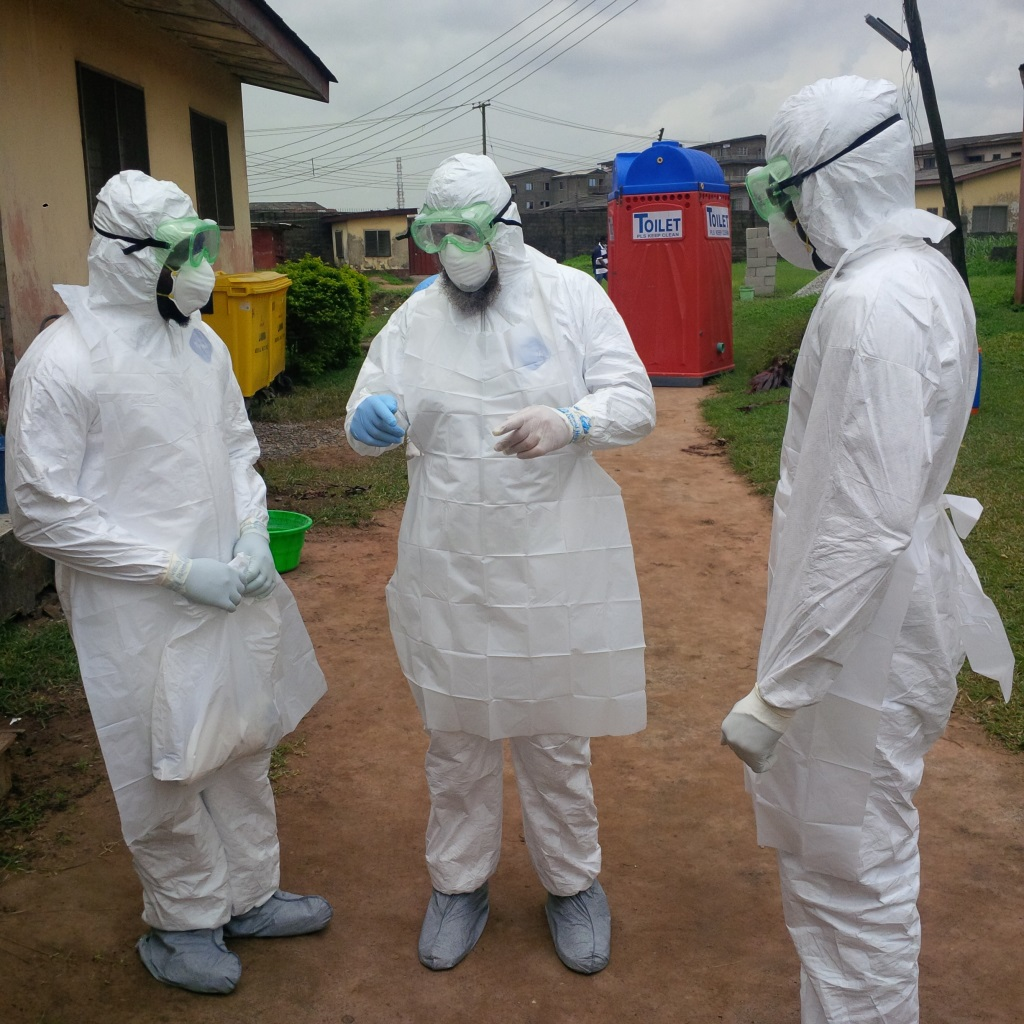
Treinamento da OMS de médicos nigerianos nos procedimentos de EPI no final de setembro

Costa do Marfim Em 1º de setembro, a Costa do Marfim afrouxa sua proibição de viajar para a Libéria ao abrir vários corredores humanitários entre os dois países.
Médicos Sem Fronteiras No dia 2 de setembro, a presidente da organização Médicos Sem Fronteiras, Joanne Liu, adverte a ONU que o mundo está perdendo a batalha contra o EVD e critica duramente uma "coalizão de inação". Corpos infecciosos apodrecem nas ruas da Serra Leoa, e crematórios, em vez de novos centros de tratamento do Ébola, estão sendo construídos na Libéria.
Nações Unidas Também em 2 de setembro, a Organização para a Agricultura e a Alimentação (FAO) alerta que a epidemia colocou em risco as colheitas e elevou os preços dos alimentos na África Ocidental, um problema que espera se intensificar nos próximos meses.
Nações Unidas No dia 3 de setembro, a diretora-geral da OMS, Margaret Chan, comentou em uma entrevista coletiva em Washington, DC que a epidemia de EVD foi “a maior, mais complexa e mais severa que já vimos” e que estava correndo à frente dos esforços de controle.
Reino Unido Em 3 de setembro, o paciente anteriormente isolado no Royal Free Hospital foi liberado. O paciente (que foi identificado como o enfermeiro britânico William Pooley) permitiu a coleta de sangue para tratar futuros pacientes - o quarto paciente medicamente evacuado nos Estados Unidos recebeu sua transfusão posteriormente e se recuperou com sucesso. (A transfusão pode ter contribuído).
Libéria Em 8 de setembro, a OMS informou que a EVD estava presente em quatorze dos quinze municípios da Libéria. O condado restante sem casos confirmados é o condado de Grand Gedeh. O único condado livre do Ébola em 10 de outubro foi o condado de Grand Gedeh.
Estados Unidos Em 9 de setembro, um quarto paciente foi removido da África Ocidental e colocado nos Estados Unidos. O médico (cuja identidade não foi divulgada) estava trabalhando na Serra Leoa para a OMS e havia começado o tratamento no Hospital da Universidade Emory. Para se recuperar do vírus, o paciente estava programado para receber soro do caso britânico evacuado clinicamente William Pooley.
Austrália Em 17 de setembro, a Austrália doou 7 milhões de dólares australianos ao governo britânico, à OMS e a MSF com o objetivo de ajudar os países afetados pelo surto de EVD. MSF recusou a oferta, afirmando que a ajuda militar e médica era mais crucial para seus esforços do que o apoio financeiro.
Nações Unidas Em 18 de setembro, a Assembleia Geral da ONU e o Conselho de Segurança aprovam resoluções que criam a Missão das Nações Unidas para a Resposta de Emergência ao Ébola (UNMEER), a primeira vez na história que a ONU criou uma missão para uma emergência de saúde.
Guiné Também em 18 de setembro, é relatado que oito trabalhadores da saúde e jornalistas foram mortos por moradores de Womey, na província de Nzérékoré; seus corpos foram jogados em uma fossa séptica. Eles desapareceram após um tumulto contrário à sua presença - forte animosidade havia sido direcionada às equipes de saúde, aconselhando os moradores sobre a EVD anteriormente.
França Em 19 de setembro, o primeiro cidadão francês infectado com EVD, uma enfermeira voluntária do Médicos Sem Fronteiras, é medicamente evacuada da Libéria para o hospital militar Bégin, nos arredores de Paris. Mais tarde, ela se recuperou e foi libertada em 4 de outubro. O número de mortos na África Ocidental é de quase 2.400.
Espanha Em 21 de setembro, o segundo caso medicamente evacuado na Espanha chegou ao Hospital Carlos III de Madri. O irmão Manuel García Viejo, outro cidadão espanhol que era diretor médico do Hospital San Juan de Dios em Lunsar, havia sido transportado para a Espanha da Serra Leoa depois de ter sido infectado pelo vírus.
Suíça Em 22 de setembro, um profissional de saúde suíço foi levado de Serra Leoa para o Hospital Universitário de Genebra após ser mordido por uma criança infectada pelo Ébola.
Nigéria Em 22 de setembro, a OMS registrou um total geral de 20 casos e 8 mortes na Nigéria. Não houve novos casos desde o anúncio até agora e, portanto, a EVD parece estar contida lá.
Libéria Em 22 de setembro, foi inaugurado um novo centro de tratamento para 150 leitos em Monróvia, com pacientes chegando no dia de seu estabelecimento.
Estados Unidos Em 24 de setembro, o primeiro caso de EVD nos Estados Unidos (Thomas Eric Duncan) visita a sala de emergência do Hospital Presbiteriano de Dallas, onde é diagnosticado com uma 'doença viral comum de baixo grau' e enviado para casa com antibióticos.
Espanha Em 25 de setembro, foi anunciado que o irmão Manuel García Viejo, o segundo cidadão espanhol infectado pelo vírus, havia morrido no Hospital Carlos III de Madri.
Estados Unidos Em 25 de setembro, o terceiro caso medicamente evacuado nos EUA foi liberado do Nebraska Medical Center após três semanas de isolamento. O paciente, Rick Sacra, convalescenciou com sucesso uma transfusão de sangue de outro caso americano.
Nações Unidas Em 26 de setembro, a OMS anuncia que "a epidemia de Ébola que assola a África Ocidental é a mais grave emergência aguda de saúde pública vista nos tempos modernos. Nunca antes na história registrada um nível de biossegurança infectou tantas pessoas com esse patógeno. rapidamente, por uma área geográfica tão ampla, por tanto tempo."
Estados Unidos Em 28 de setembro, Thomas Eric Duncan está isolado no Presbyterian Hospital de Dallas, onde as enfermeiras Nina Pham e Amber Vinson são expostas ao vômito e aos fluidos corporais de Duncan. Ambos se tornam o segundo e o terceiro casos de EVD nos Estados Unidos.[
Costa do Marfim Em 29 de setembro, a Costa do Marfim concluiu sua proibição de voos da Libéria, citando "solidariedade da África Ocidental".

US CDC logo

Estados Unidos Em 30 de setembro, o CDC anuncia o primeiro caso de EVD nas Américas, em Dallas, Texas. O paciente anônimo (posteriormente confirmado como Thomas Eric Duncan) é "mantido em estrito isolamento" no Texas Health Presbyterian Hospital Dallas.
Nações Unidas No final de setembro, as estatísticas da OMS mostravam 7.492 casos e 3.439 mortes no total.

### Outubro de 2014
Guiné Em 2 de outubro, o governador de Conacri, Soriba Sorel Camara, decretou que todas as festividades públicas para o feriado religioso de Tabaski seriam proibidas a partir de agora depois que o Doctors Without Borders notou um rápido aumento de pacientes internados na cidade.
Estados Unidos Em 2 de outubro, o CDC organizou um bate-papo no Twitter para informar o público sobre o Ébola. [Citação necessário]
França No dia 3 de outubro, a ministra da Saúde Marisol Touraine anuncia que a enfermeira evacuada da Libéria havia sido curada e deixado o hospital. Ela havia sido tratada com Avigan, que havia sido aprovado pelo Japão em março. O número de mortos na África Ocidental é superior a 3.400.
Alemanha Em 3 de outubro, um segundo paciente foi internado em uma ala de isolamento na Alemanha. O paciente é um médico de Uganda que estava trabalhando na Serra Leoa para uma ONG italiana e atualmente está sendo tratado no Hospital Universitário de Frankfurt.
Na mesma data, a Alemanha abriu um centro de isolamento de 48 leitos em Kenema e enviou suprimentos médicos para a Libéria.
Estados Unidos Em 3 de outubro, um quarto caso foi medicamente evacuado para os Estados Unidos; os colegas do paciente foram isolados voluntariamente após o retorno da Libéria. O paciente, Ashoka Mukpo, era repórter de uma rede de notícias americana.
Alemanha Em 4 de outubro, o epidemiologista senegalês que foi o primeiro paciente transportado e tratado na Alemanha foi liberado do Centro Médico da Universidade de Hamburgo-Eppendorf após quarenta dias de isolamento.
Noruega Em 6 de outubro, MSF anunciou que um de seus trabalhadores, um cidadão norueguês, havia sido infectado na Serra Leoa e deveria ser transportado para a Noruega para tratamento o mais rápido possível.
Espanha Em 6 de outubro, Maria Teresa Romero Ramos, enfermeira auxiliar que cuidou de Manuel García Viejo no Hospital Carlos III, apresentou resultado positivo para o Ébola no Hospital Universitario Fundación Alcorcón, marcando a primeira transmissão de EVD fora da África Ocidental.
Libéria Em 7 de outubro, o embaixador da Libéria nos Estados Unidos Jeremiah Sulunteh afirmou que a Libéria pode estar "quase em colapso" em uma entrevista na televisão.
Estados Unidos Em 8 de outubro, morre Thomas Eric Duncan, o primeiro caso de EVD nos EUA.
Libéria Em 8 de outubro, a OMS anunciou que a EVD estava presente em quatorze dos quinze condados da Libéria.
Espanha Em 10 de outubro, o cão de raça misturada de Maria Teresa Romero Ramos, Excalibur, é sacrificado por ordem judicial regional, apesar dos protestos públicos devido a preocupações de que possa ter sido um reservatório animal do vírus Ébola. No Twitter, a hashtag #SalvemosaExcalibur (salvaremos Excalibur) foi brevemente a segunda hashtag mais popular do mundo.
Costa do Marfim Em 10 de outubro, a Costa do Marfim proibiu a venda de carne de animais silvestres como parte de uma série de limitações projetadas para impedir que a EVD se espalhasse pelo país. A carne de Bush foi geralmente aceita como um dos reservatórios do vírus e também foi temporariamente restringida na Nigéria.
Estados Unidos Em 12 de outubro, o CDC anuncia que um cuidador de Thomas Eric Duncan havia testado positivo para EVD. Ela é identificada dois dias depois como enfermeira vietnamita-americana de 29 anos, Nina Pham. Pham foi posteriormente transferido para os Institutos Nacionais de Saúde em Bethesda, Maryland.
França Em 13 de outubro, a França promete construir vários centros de tratamento na Guiné, além de anunciar que os voos dos países afetados poderão ser impedidos de chegar à França em um futuro próximo.
Serra Leoa Em 14 de outubro, 800 soldados da paz da Serra Leoa, devido ao alívio de um contingente implantado na Somália, foram colocados em quarentena quando um dos soldados testou positivo para o Ébola.
Alemanha Em 14 de outubro, o primeiro paciente na Alemanha morre de EVD.
Estados Unidos Em 14 de outubro, enfermeiras anônimas alegam que não havia protocolos no tratamento de Thomas Eric Duncan no Texas Health Presbyterian Hospital Dallas, que seus equipamentos de proteção eram insuficientes e que resíduos perigosos foram acumulados.
Também em 14 de outubro, o prefeito de Dallas, Mike Rawlings, anunciou que o rei Charles, um cavaleiro de um ano de idade, Nina Pham, Charles Bentley, seria mantido em isolamento e monitorado em Hensley Field.
Também em 14 de outubro, 100 membros das forças armadas americanas são enviados à Libéria para ajudar os esforços no país - o número total de tropas americanas na África Ocidental é de 565.

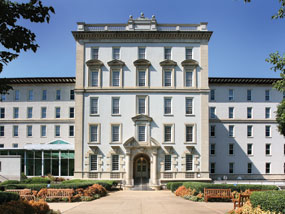
Hospital da Universidade de Emory

Estados Unidos Em 15 de outubro, um segundo cuidador de Thomas Eric Duncan testa positivo para EVD, enfermeira de 29 anos, Amber Vinson. O CDC procura rastrear outros passageiros de uma companhia aérea em um voo que ela pegou de Cleveland um dia antes de ser diagnosticado (sua própria viagem foi cancelada pelo pessoal do CDC). O Departamento de Saúde e Serviços Humanos dos EUA anunciou que Vinson será transferido para o Emory University Hospital, em Atlanta, Geórgia.
Também em 15 de outubro, preocupações com a presença de Amber Vinson nos voos 1142 e 1143 da Frontier Airlines promovem o fechamento de escolas (duas em Solon, Ohio e três em Belton, Texas). Além disso, dois pilotos e quatro aeromoças recebem licença remunerada "por precaução".
Nações Unidas Em 15 de outubro, a OMS anuncia que o número de mortes por EVD é 4.477, principalmente na África Ocidental, e alerta que a taxa de infecção pode chegar a 5.000 a 10.000 novos casos por semana, em dois meses, se os esforços não forem intensificados.
Serra Leoa Em 16 de outubro, o Centro de Operações de Emergência anunciou dois casos de Ébola no distrito de Koinadugu, no extremo norte. Isso marca a chegada de casos em todos os distritos do país.
Estados Unidos Em 16 de outubro, o quarto caso medicamente evacuado nos EUA recebeu alta do Emory University Hospital após receber soro de um paciente britânico que completou com sucesso o tratamento em um hospital de Londres.
Também em 16 de outubro, um professor da escola primária do Maine que havia participado de uma conferência em Dallas recebe uma licença remunerada de 21 dias "com muita cautela". Cerca de 135 pessoas estão sendo monitoradas em Dallas até certo ponto.
Espanha Também em 16 de outubro, o voo 1300 da Air France foi isolado no Aeroporto Internacional de Barajas, em Madri, depois que um passageiro nigeriano adoeceu.
Senegal Em 17 de outubro, o surto de EVD no Senegal foi declarado encerrado depois que nenhum novo caso foi relatado no país por 42 dias.
Belize Em 17 de outubro, recusou o desembarque de um navio de cruzeiro contendo um trabalhador do Texas que manipulava amostras de sangue de um paciente já falecido de Ébola, indicando "Esta decisão foi tomada por preponderância de cautela pelo bem-estar dos cidadãos e residentes de Belize". Também proibiu viagens da Serra Leoa, Libéria, Guiné e Nigéria.
Nações Unidas Também em 17 de outubro, um documento vazado pela OMS da OMS admite erros sistêmicos no manuseio dos estágios iniciais da epidemia de EVD na África Ocidental.
Também em 17 de outubro, a OMS elogiou oficialmente Macky Sall, Awa Marie Coll-Seck, CDC e MSF por seu trabalho na conscientização do Ébola no Senegal, além de impedir rápida e efetivamente a disseminação de EVD no país. O Senegal foi anunciado 'livre do Ébola' no mesmo dia.
Estados Unidos Também em 17 de outubro, o presidente Barack Obama nomeou Ron Klain como seu principal homem na epidemia de Ébola.
Também em 17 de outubro, uma multidão de pais em Hazelhurst, Mississippi, retira seus filhos da escola secundária depois de saber que seu diretor havia participado de um funeral em família na Zâmbia, no sul da África, a 5.000 quilômetros da epidemia na África Ocidental.
Egito Em 18 de outubro, o Egito entregou três toneladas de equipamentos médicos na Guiné, consistindo em medicamentos e equipamentos médicos.
República Democrática do Congo Em 18 de outubro, a RDC declarou que treinaria mais de 1.000 soldados congoleses em Kinshasa para apoiar os países da África Ocidental que enfrentam a epidemia de EVD no país. Enquanto enfrentava um surto concorrente próprio, a RDC aludiu à 'solidariedade africana' como uma razão para sua contribuição.
Portugal Em 18 de outubro, Portugal anunciou que estabeleceria uma base médica em Bissau, Guiné-Bissau, para proteger a Guiné-Bissau do EVD, na chance de entrar no país pela vizinha Guiné.
Guiné-Bissau Em 18 de outubro, a Guiné-Bissau começou a trabalhar em um centro de tratamento de Ébola no Hospital Nacional Simão Mendes, que é o principal centro médico da capital, Bissau. O país faz fronteira com a Guiné e o Senegal, duas nações que relataram casos de EVD durante o curso do surto.
Nações Unidas Em 19 de outubro, Tony Banbury, diretor da recém-criada Missão das Nações Unidas para Resposta ao Emergência ao Ébola (UNMEER), declara sobre a logística de sua operação que "preciso de tudo. Preciso de tudo em qualquer lugar. E preciso super-rápido ".
Espanha Também em 19 de outubro, Teresa Romero, a enfermeira que foi a primeira pessoa a ser infectada fora da África Ocidental, deu negativo para o Ébola em um teste inicial. Um segundo teste é necessário para confirmação.
Nigéria Em 20 de outubro, a OMS declarou que a Nigéria estava livre do Ébola após mais de seis semanas sem novos casos relatados. O número final de casos e óbitos é de 8 óbitos e 20 casos.
Gana Em 20 de outubro, o presidente ganês John Mahama anuncia que a ajuda está começando a chegar aos três países mais atingidos (Guiné, Libéria e Serra Leoa).
Noruega Em 21 de outubro, o cidadão norueguês que está sendo tratado em Oslo após ser medicamente evacuado da Serra Leoa foi liberado pelo Hospital Universitário de Oslo. A mulher, Silje Lehne Michalsen, respondeu à sua alta afirmando: "Durante três meses vi a total ausência de uma resposta internacional. Durante três meses, fiquei cada vez mais preocupada e frustrada".
Nações Unidas Em 21 de outubro, a Dra. Marie Paule Kieny, da OMS, anuncia em Genebra que um soro do sangue de pacientes recuperados com EVD poderia estar disponível dentro de semanas na Libéria e, além disso, a data prevista para a vacina era janeiro de 2015.
Serra Leoa Em 21 de outubro estouraram tumultos no distrito de Kono para impedir a quarentena de uma mulher de 90 anos suspeita de ter EVD; os jovens estão zangados por não haver centros de tratamento no distrito de Kono, rico em diamantes. Um toque de recolher diurno é imposto.
Estados Unidos Em 22 de outubro, o cinegrafista freelancer da NBC e o evacuado médico Ashoka Mukpo são libertados do Nebraska Medical Center livres do vírus Ébola, o segundo paciente assim tratado lá. Mukpo é o quinto caso clinicamente evacuado nos Estados Unidos até o momento.
Além disso, entram em vigor as regras do DHS que direcionam 100% dos viajantes da Libéria, Serra Leoa e Guiné para um dos cinco aeroportos internacionais para triagem aprimorada: JFK, Newark, Dulles, Hartsfield-Jackson ou O'Hare. (Esses aeroportos já serviram 94% dos passageiros que chegam nos EUA.)
Além disso, o CDC anunciou um plano para monitorar por 21 dias (o período de incubação do Ébola) todos os viajantes que chegam dos EUA da Guiné, Libéria ou Serra Leoa, a partir de 27 de outubro. Eles terão que reportar diariamente a temperatura e os sintomas corporais aos locais. e departamentos estaduais de saúde.
E, finalmente, o cão de Nina Pham, Bentley, dá negativo para o Ébola.
Espanha Também em 22 de outubro, Teresa Romero testa negativo para o Ébola em uma segunda rodada de testes.
Cuba Também em 22 de outubro, Cuba envia uma equipe médica para a Libéria.
Mali Em 23 de outubro, o primeiro caso é confirmado no Mali, uma menina de dois anos que havia visitado recentemente a Guiné.
Estados Unidos Também em 23 de outubro, o médico Craig Spencer, em Nova York, foi colocado em isolamento no Hospital Bellevue, depois de apresentar sintomas de EVD. Posteriormente, ele testa positivo para o vírus Ébola. Spencer havia retornado recentemente da Guiné, onde trabalhava com pacientes de Ébola como parte do Doctors Without Borders. O diagnóstico não estava relacionado aos casos da doença pelo vírus Ébola no Texas. Spencer concluiu várias atividades antes de chegar ao hospital, incluindo andar de metrô, visitar uma pista de boliche e entrar no carro de outro morador via Uber.
Mali Em 24 de outubro, Mali relatou sua primeira morte; a menina de dois anos que foi o primeiro caso confirmado no país morreu no dia seguinte ao relato do caso.
Estados Unidos Também em 24 de outubro, as duas enfermeiras de Dallas que trataram Thomas Eric Duncan e contrataram a EVD, Nina Pham e Amber Vinson, são declaradas livres do Ébola; o primeiro se encontra com o presidente Obama no Salão Oval após a alta do hospital.
Também no dia 24, Nova Iorque e Nova Jersey estabelecem protocolos de quarentena obrigatórios para os profissionais de saúde que trataram pacientes com EVD que chegam da África Ocidental em seus aeroportos internacionais.
Coréia do Norte Também em 24 de outubro, a Coréia do Norte impede todos os turistas estrangeiros.
Nações Unidas Em 25 de outubro, a OMS anuncia que o surto de Ébola já passou por 10.000 casos em todo o mundo; das 4.922 mortes, Serra Leoa, Libéria e Guiné representam menos de dez.
Reino Unido Também em 25 de outubro, um artigo publicado no The Lancet prevê que a escala da atual resposta internacional é muito lenta para evitar inúmeras mortes adicionais na África Ocidental.
Estados Unidos Também em 25 de outubro, a enfermeira Kaci Hickox, que havia tratado pacientes com EVD na Serra Leoa, expressa frustração com sua quarentena após sua chegada ao Aeroporto Internacional de Newark no dia anterior, sob uma política estadual que excede as recomendações do CDC.
Mauritânia Também em 25 de outubro, a Mauritânia fecha sua fronteira com o Mali.
Estados Unidos Em 26 de outubro, o governador de Illinois, Pat Quinn, assina um pedido exigindo uma quarentena de 21 dias para aqueles que tiveram contato direto com pacientes com EVD na Libéria, Guiné ou Serra Leoa.
Japão Em 27 de outubro, um jornalista canadense de meia-idade foi abordado no Aeroporto Internacional de Tóquio ao retornar de uma visita de dois meses à Libéria e declarar que estava com febre. Ele foi então entregue ao Ministério da Saúde, Trabalho e Bem-Estar e recebeu ordem de ficar em quarentena no Centro Nacional de Pesquisa Médica em Shinjuku, Tóquio. Embora ele tenha sido o primeiro caso suspeito de EVD na Ásia, os testes no dia seguinte provaram que ele era negativo para EVD.
Austrália Também em 27 de outubro, a Austrália instiga restrições de visto a viajantes dos três países mais afetados pela epidemia de Ébola.
Estados Unidos Em 28 de outubro, a enfermeira Kaci Hickox pode passar por quarentena em sua casa no Maine e deixa sua barraca do hospital em Nova Jersey.
Nações Unidas Em 29 de outubro, a OMS relata que a taxa de infecções na Libéria diminuiu, devido em parte a mudanças nas práticas culturais dos necrotérios. Ele adverte, no entanto, que a crise está longe de terminar. A OMS também relata, em seu décimo Relatório de Situação do Roteiro do Ébola, que em 27 de outubro existem 13.703 casos de EVD com 4.920 mortes; que todos os distritos da Libéria e Serra Leoa são afetados; e que a UNMEER estará em operação (em 30 de outubro) por trinta dias.
Estados Unidos Também em 29 de outubro, uma escola de Connecticut foi processada por não permitir que uma estudante de sete anos de idade que tivesse participado de um casamento na Nigéria sem Ébola com seu pai participasse até 3 de novembro devido a "preocupações" expressas por outras pessoas. pais e professores.
Também em 29 de outubro, as autoridades estaduais de saúde da Louisiana pediram às pessoas que trataram pacientes com EVD que não comparecessem à reunião anual da Sociedade Americana de Medicina Tropical e Higiene.
Coréia do Norte Em 30 de outubro, a Coreia do Norte impõe uma quarentena obrigatória de 21 dias a todos os estrangeiros que chegam do exterior; além disso, viagens internas e viagens ao exterior são ainda mais restritas.
Estados Unidos Também em 30 de outubro, a Science and Science Translational Medicine oferece seus artigos sobre a epidemia do Ébola gratuitamente para o público e para os pesquisadores, uma vez que é "sem precedentes em termos de número de pessoas mortas e rápida expansão geográfica".
Estados Unidos Em 31 de outubro, o juiz Charles C. LaVerdiere decidiu que a enfermeira Kaci Hickox (que já havia feito um passeio desafiador de bicicleta, quebrando sua quarentena) deve continuar a ser monitorada obrigatoriamente pelas autoridades de saúde pública, mas que seus movimentos não eram restringir-se na medida em que ela era assintomática. "O tribunal está plenamente consciente de que as pessoas estão agindo por medo e que esse medo não é totalmente racional", observou o juiz.
Nações Unidas No final de outubro, as estatísticas da OMS mostravam 13.540 casos e 4.941 mortes no total.

### Novembro de 2014
França Em 1º de novembro, o segundo caso medicamente evacuado foi levado para fora da Serra Leoa para ser tratado na França. O paciente, funcionário das Nações Unidas, não é cidadão francês.
Nações Unidas Em 5 de novembro, a UNMEER relata que casos estão surgindo na Serra Leoa devido à falta de centros de tratamento. "Dois terços dos novos casos registrados nas últimas três semanas ocorreram na Serra Leoa."
Estados Unidos Também em 5 de novembro, a Casa Branca solicita pouco mais de US $ 6 bilhões em financiamento do Ébola ao Congresso.
França Em 6 de novembro, a França anuncia a triagem de passageiros de companhias aéreas que chegam da Guiné.
Estados Unidos No dia 7 de novembro, é realizada uma conferência na Casa Branca com três principais universidades de robótica (Instituto Politécnico de Worcester, Texas A&M e Universidade da Califórnia, Berkeley) para explorar a viabilidade de redefinir os robôs não autônomos para promover ainda mais separar os profissionais de saúde de um possível contato com o vírus Ébola. Os papéis possíveis incluem a remoção de EPI, telepresença clínica e o enterro dos mortos contagiosos.
Médicos Sem Fronteiras Também em 7 de novembro, os Médicos Sem Fronteiras / Médicos Sem Fronteiras (MSF) anuncia um declínio significativo, por razões que não são totalmente compreendidas, nos casos liberianos.
Estados Unidos Em 10 de novembro, o Dr. Spencer é declarado livre de vírus pelo Departamento de Saúde da Cidade de Nova York; ele deve ser liberado do Hospital Bellevue no dia seguinte.
Estados Unidos Em 11 de novembro, o Dr. Spencer é liberado do Hospital Bellevue.
Mali Em 12 de novembro, mais dois casos de Ébola são confirmados, os quais morreram; esses casos não têm relação com o caso da criança de dois anos que morreu no final de outubro. A fonte deste surto é um imã guineense que foi tratado na clínica Pasteur em Bamako (a capital e maior cidade do Mali); o segundo caso nesse surto foi uma enfermeira na clínica.
Libéria Em 13 de novembro, a Libéria encerra seu estado de emergência.
Estados Unidos Em 15 de novembro, o Dr. Martin Salia, cirurgião que trabalha na Serra Leoa, é medicamente evacuado para o Nebraska Medical Center, o terceiro caso de EVD a ser tratado no local e o mais crítico.
Mali Também em 15 de novembro, o Mali identificou e está monitorando 256 contatos (de um total de 343) de seu segundo lote de casos de EVD.
Estados Unidos Em 17 de novembro, o Dr. Martin Salia morre no Nebraska Medical Center.
Alemanha Em 22 de novembro, a Alemanha envia 400 motos especialmente adaptadas para regiões remotas da África Ocidental. As bicicletas devem ser usadas para o transporte de amostras em áreas que não possuem um laboratório de testes local.

### Dezembro de 2014
Serra Leoa No início de dezembro, a Serra Leoa fica para trás nos esforços para remover e enterrar os mortos, com alguns trabalhadores despejando corpos nas ruas para protestar contra o não pagamento. Os corpos são enterrados sem serem testados e menos de um em cada cinco mortos pode acabar sendo relatado à OMS como uma vítima do Ébola.
Estados Unidos Em 10 de dezembro, uma enfermeira americana exposta ao Ébola enquanto voluntária na Serra Leoa será admitida no Centro de Pesquisa Clínica Mark O. Hatfield dos Institutos Nacionais de Saúde para observação e para se inscrever em um protocolo clínico na quinta-feira, 4 de dezembro.
Estados Unidos Também em 10 de dezembro, a revista Time nomeia os combatentes do Ébola sua pessoa do ano.
Serra Leoa Em 12 de dezembro, é anunciado que as celebrações públicas de Natal e Ano Novo são proibidas. 1.319 novas infecções foram registradas nas últimas três semanas.
Guiné-Bissau Em 12 de dezembro, pouco depois de reabrir sua fronteira (fechada desde agosto) com a Guiné, um homem com febre foi preso e colocado em quarentena após fugir de um posto de controle, junto com outros oito viajantes aos quais ele havia se juntado.
Nações Unidas Em 17 de dezembro, os casos confirmados superam os 19.000.
Nações Unidas Em 22 de dezembro, as mortes confirmadas excederam 7.500.
Filipinas Em 23 de dezembro, dois OFWs retornados da África Ocidental escaparam aos requisitos de quarentena. Ficando doentes, eles foram rejeitados em um hospital e enviados para outro.
Estados Unidos Em 24 de dezembro de 2014, um técnico do CDC em Atlanta foi potencialmente exposto ao Ébola devido a um erro de laboratório e foi colocado em quarentena.
Reino Unido Em 29 de dezembro, Pauline Cafferkey, uma profissional de saúde que retornava da África Ocidental para a Escócia, foi diagnosticada com Ébola. Ela foi levada para um centro de tratamento especializado em Londres no dia seguinte.
Nações Unidas Em 29 de dezembro, os casos confirmados excederam 20.000 e as mortes confirmadas excederam 7.800.
Iraque Em 31 de dezembro, autoridades de saúde não identificadas no hospital de Mosul alegaram que o Ébola havia atingido "atiradores da'ish" (combatentes da Jihad do ISIS) de origem africana. Os relatórios não são confirmados independentemente.

### Janeiro de 2015

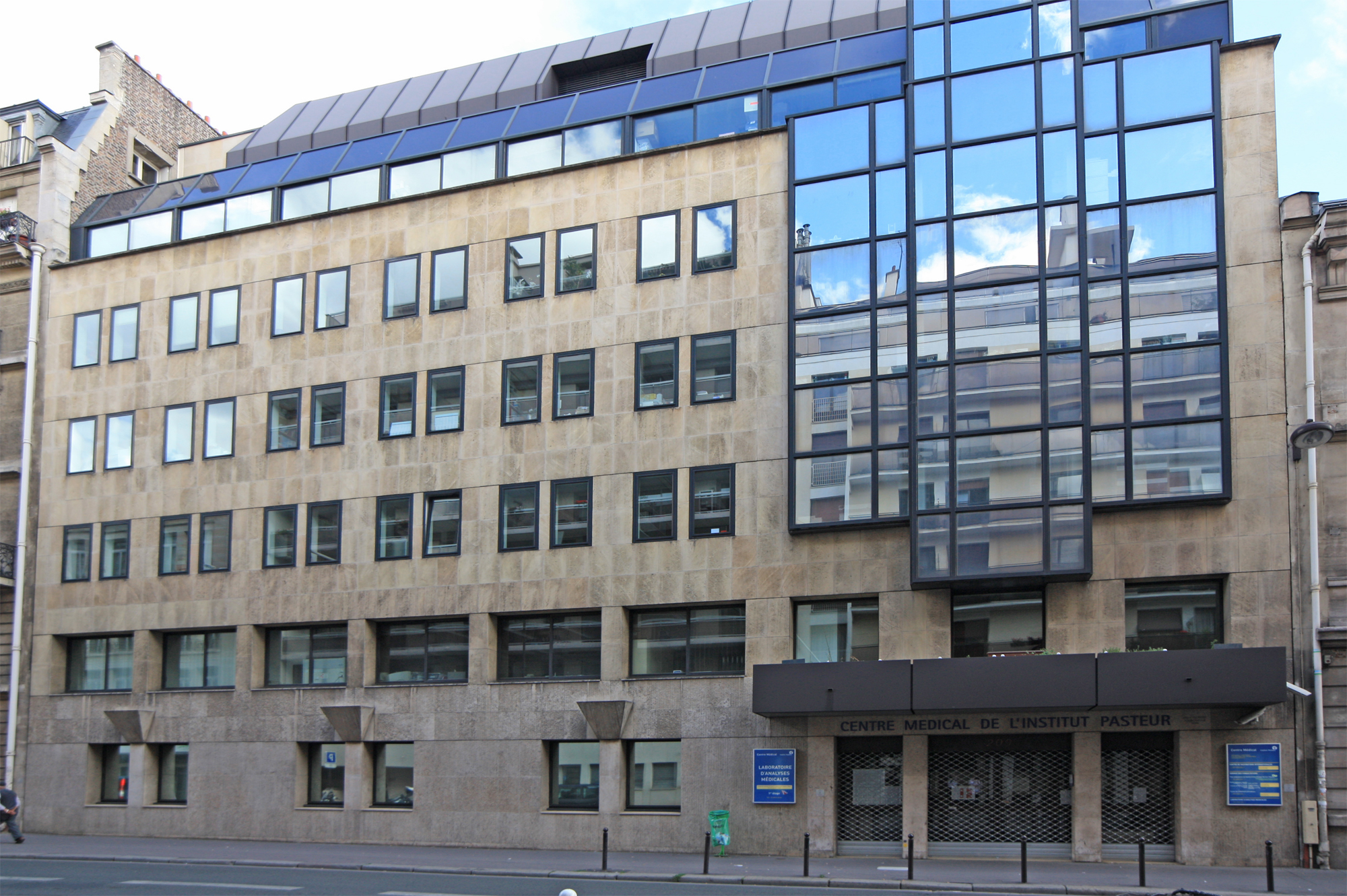
Instituto Pasteur

Nações Unidas e Iraque Em 4 de janeiro, a propaganda do ISIS causou várias mortes devido ao Ébola em Mossul. No dia seguinte, o Ministério da Saúde do Iraque e os funcionários da OMS desmentiram o relatório como falso.
Nações Unidas Em 8 de janeiro, os casos confirmados chegam a 21.000.
Mali Em 18 de janeiro, o Mali está oficialmente livre do Ébola.
Guiné Em 21 de janeiro, a Guiné, Serra Leoa, Libéria registrou as menores taxas de infecção semanal desde agosto de 2014. A Guiné reabriu suas escolas e universidades.
Serra Leoa Em 22 de janeiro, a Serra Leoa cancelou todas as quarentenas internas, citando uma queda acentuada da transmissão do Ébola.
Libéria Em 24 de janeiro, a Libéria registrou apenas 5 casos confirmados e 21 suspeitos de Ébola em todo o país, indicando um provável término da transmissão do vírus.
França e Guiné Em 30 de janeiro, na França, o Dr. Anavaj Sakuntabhai, do Instituto Pasteur, relatou vários casos assintomáticos de Ébola, indicando uma possível mutação que pode permitir a transmissão por transportadoras sem sinais externos da doença.

### Fevereiro - Novembro de 2015
Nações Unidas Em 3 de fevereiro, os casos confirmados superaram 22.500 e as mortes atingiram 9.000.
Nações Unidas Em 16 de fevereiro, os casos confirmados excederam 23.000 e as mortes foram superiores a 9.300.
Libéria Em 5 de março, a Libéria lança seu último caso confirmado.
Nações Unidas Em 11 de março, os casos superaram 24.300, enquanto as mortes ultrapassaram 10.000.
Libéria Em 20 de março, a Libéria registra seu primeiro caso de Ébola em mais de duas semanas.
Nações Unidas Em 1º de abril, os casos excederam 25.000, enquanto as mortes se aproximaram de 10.500.
Nações Unidas, Guiné, Libéria e Serra Leoa Em 1º de maio, os casos ultrapassaram 26.300, enquanto as mortes atingiram 10.900. O surto está quase no fim da Libéria (sem novos casos em semanas), está em média dez casos por semana na Serra Leoa e ainda está totalmente fora de controle na Guiné, com vários casos novos por semana.
Libéria Em 9 de maio, a Libéria está oficialmente livre do Ébola.

### Janeiro de 2016
Em 14 de janeiro, a África Ocidental foi declarada livre do Ébola, marcando o fim oficial da epidemia.